# 南极洲旗帜

南极洲是地球南半球的极地大陆，地理南极的所在地，其绝大部分区域位于南极圈之内

南极洲从未被任何政府或个人统治，是不属于任何单一管理机构的共管大陆，所以没有自己的官方旗帜。不过，为了代表中立、无政治立场的南极洲，许多人拟议非正式的旗帜设计方案。
这里应该与南极洲普遍悬挂的旗帜有所区别，即不应该包含各个国家的南极探险、领土主张和前哨基地使用的旗帜。

## 旗帜设计
1970年代以来，已有许多设计方案被提议作为南极洲旗帜。

### 1929年：白旗

“发现号”悬挂的原始旗帜，保存在格林威治皇家博物馆

1929年，英澳纽南极研究探险队成员在南极科考船发现号（RRS Discovery）上，用白色棉布临时制作一面礼仪旗（courtesy ensign，本国船只在进入外国水域时，扬起对方旗帜用来表示尊重），以纪念没有自己旗帜的南极大陆，这面旗帜后来收藏在伦敦国家海事博物馆。这支探险队在前往南极洲的航行中，至少有两次使用白旗来代表南极洲，1929年8月1日出版的《泰晤士报》描述“这艘船在船头悬挂英国国旗，前桅杆悬挂白色的南极旗，船尾悬挂澳大利亚国旗。”

### 1978年：惠特尼·史密斯拟议旗

惠特尼·史密斯设计的南极洲旗帜方案

1978年，旗帜学家惠特尼·史密斯在北美旗帜学协会年会上，提出南极洲旗帜的设计方案。这是一面带有白色图案的橘色旗帜，罗马字母“A”代表南极洲，半球代表南极圈以下的区域，双手代表人类对环境的保护；为了提高旗帜的可见度，他选择使用国际橘色，这是航空航天工业中常用的一种颜色，用来将物体与周围环境区分开来。 选择鲜艳橘色也是因为它在国旗中很罕见，没有一个在南极洲有活跃研究基地的国家，在他们的国旗上使用橘色。图案设计在位于旗帜靠旗杆的悬挂侧，这样即使旗帜被南极猛烈的强风吹坏，靠近悬挂侧的部分仍有机会保持清晰可见。

### 1996年：格雷厄姆·巴特拉姆拟议旗

格雷厄姆·巴特拉姆设计的南极洲旗帜方案

1996年，英国旗帜研究院首席旗帜学家格雷厄姆·巴特拉姆为多媒体公司开发、电子艺界发行的3D地图集程序，提出另一个南极洲旗帜的设计方案。 这面旗帜以联合国旗帜为范本，选择蓝色为旗帜底色，绘制白色南极洲轮廓以象征中立，设计灵感来自南极条约体系的标识。
旗帜学家泰德·凯耶将巴特拉姆的设计印制出来，并带着这面旗帜参加南极巡航。响应凯耶的要求，巴西科考站费拉兹司令基地和洛克罗伊港大英博物馆升起这面旗帜。 自2015年以来，巴特拉姆的设计已在大多数受支持的平台上，用作“南极洲旗帜”的表情符号，它使用区域指示符序列AQ实现。

#### 2024年重新设计

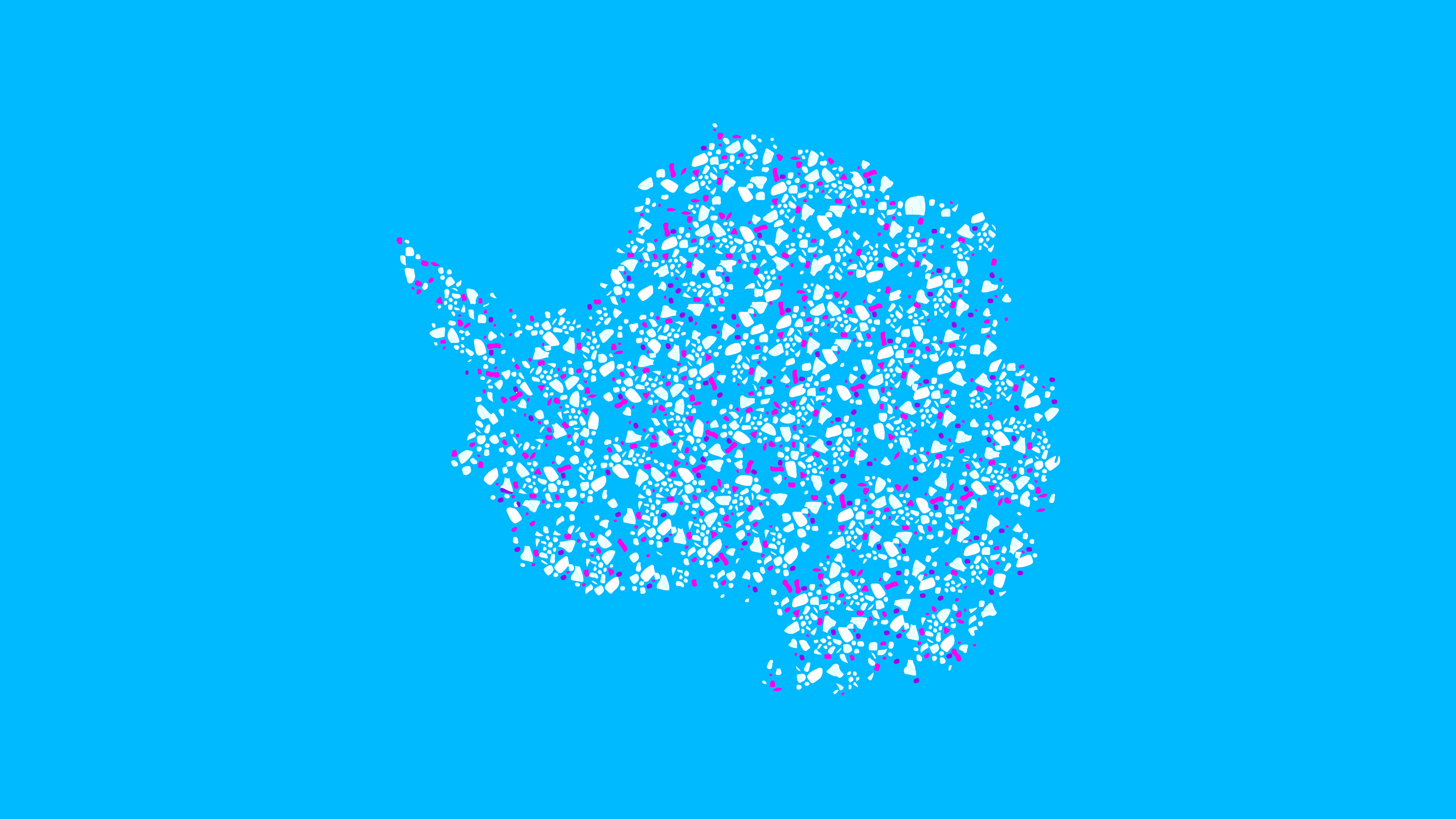
格雷厄姆·巴特拉姆重新设计的南极洲旗帜，旨在提高人们对南极洲微塑料污染的认识

2024年，巴特拉姆更新设计对旗帜进行修改，旨在提高人们认知南极洲面临的环境挑战，尤其是面临着微塑料污染的问题。这个举措旨在强调南极洲存在的微塑料，引起全球关注其对南极野生动物和生态系统的影响，并倡导国际社会努力解决这项紧迫的问题。

### 2018年：埃文·汤森拟议旗

埃文·汤森设计的南极洲旗帜方案

2018年，埃文·汤森提出“True South”的旗帜设计方案。 这面旗帜具有以下含义：

海军蓝色和白色的水平条纹，代表南极洲极端纬度的漫长日夜。中央一座孤独的白色山峰从冰雪中拔地而起，与界定南极地平线的冰山、山脉和压力脊相呼应。山峰投下长长的阴影，形成明显指向南方的罗盘箭头形状，这是对这片大陆探索遗产的致敬。两个中心形状合在一起，形成一个菱形，象征着世人对南极洲的希望，将继续成为后世和平、探索与合作的中心。

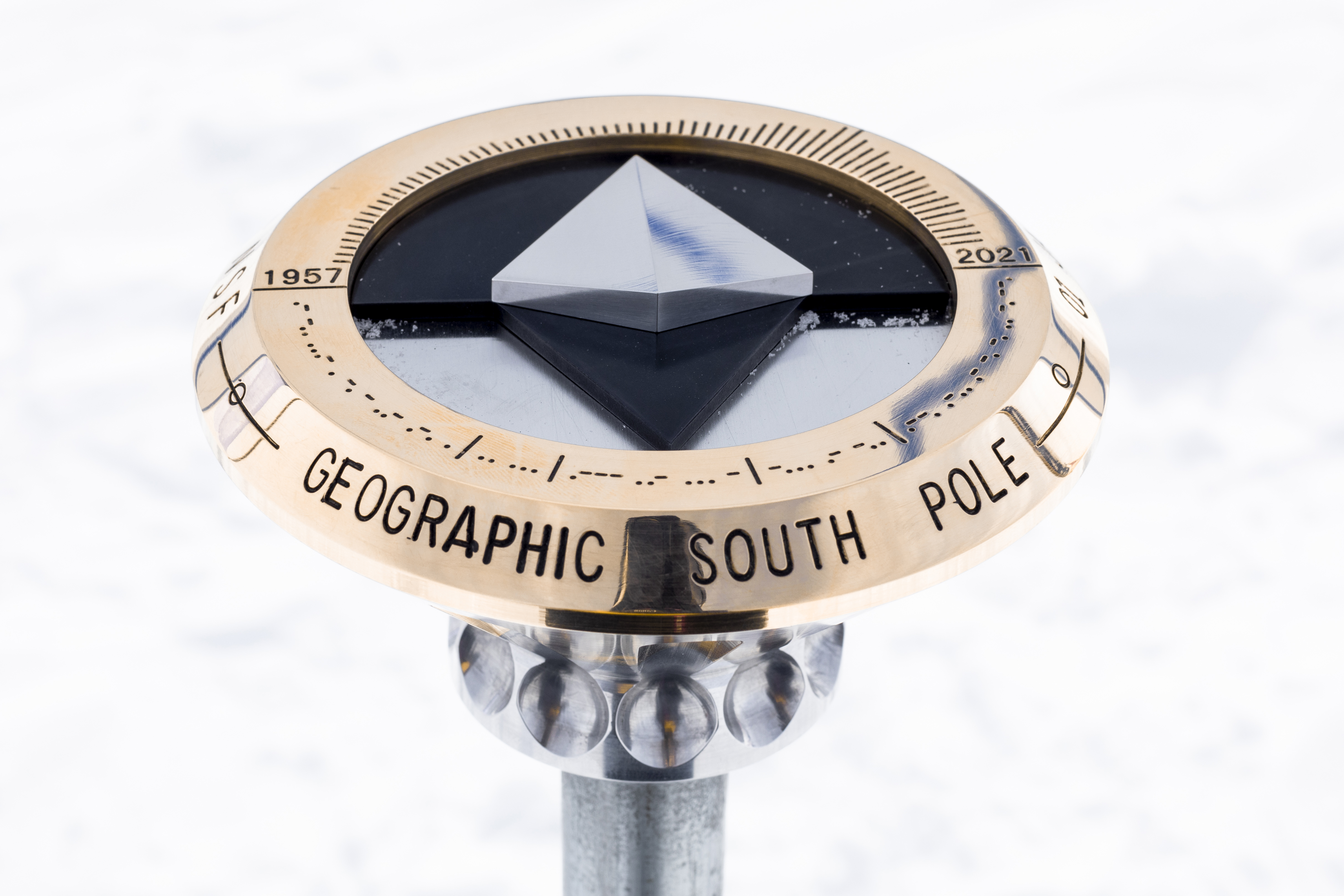
2022年南极点定点标记（2022 Geographic South Pole Marker）以“True South”的旗帜图案为特点

这面旗帜以“地理南极”（或称“True South”）为名，不同于“地磁南极”。 该面旗帜自问世以来，迅速为人熟知并受到欢迎。 已被一些国家南极计划、 南极非营利组织和探险队采用，飘扬悬挂在南极洲的几个研究站； 同时，它于2022年被用作南极点的定点标记。

## 南极条约标识

南极条约体系的徽记

南极条约体系的标识偶尔被使用作为南极洲旗帜，一方面因为自1961年第一次磋商会议以来，其成员国就持续使用； 另一方面，则是因为它启发其他类似的旗帜。 关于这个标识设计的起源，可以追溯到1959年《南极条约》的第一次修订； 但是，南极条约体系的磋商成员国直到2002年为止，才正式将其认定作为官方标识。
这个标识以旗帜的形式被使用。 同时，也用于所有官方文件，正式来说是代表南极条约体系，而不是代表南极洲本身。 1971年，美国邮政局为其发行过一枚纪念邮票。